# Zotalemimon procerum
Zotalemimon procerum es una especie de escarabajo longicornio del género Zotalemimon, tribu Desmiphorini, subfamilia Lamiinae. Fue descrita científicamente por Pascoe en 1859.
La especie se mantiene activa durante los meses de junio y octubre.

## Descripción
Mide 11-15 milímetros de longitud.

## Distribución
Se distribuye por India, Indonesia, Laos, Madagascar, Birmania, Sri Lanka y Tailandia.